# Ambassade du Canada en Afghanistan
L'ambassade du Canada en Afghanistan est la représentation diplomatique du Canada en Afghanistan. Ses bureaux sont situés au 256, 15e rue à Kaboul, capitale du pays.

## Mission
Cette ambassade est responsable des relations entre l'Afghanistan et le Canada et offre des services aux Canadiens sur le sol afghan.
C'est le seul service diplomatique canadien dans le pays, il n'existe aucun autre consulat.

## Historique
Les relations diplomatiques entre les deux pays datent du royaume d'Afghanistan. Interrompues à partir de la guerre avec les Soviétiques, elles reprennent après le début de la guerre de 2001, plus précisément le 5 septembre 2003.
Le 20 juin 2016, un convoi de gardes de l'ambassade est attaqué par un kamikaze. Quatorze personnes sont tuées, en plus du terroriste, et neuf personnes sont blessées.
Le 15 août 2021, en raison de l'offensive des talibans à la suite du retrait des troupes américaines du pays, le gouvernement du Canada rapatrie son personnel diplomatique et procède à une « fermeture temporaire » de l'ambassade.

## Ambassadeurs

### Auprès duroyaume d'Afghanistan
- 1968 - 1969 : Charles Eustace McGaughey
- 1969 - 1972 : Charles John Small
- 1972 - 1974 : John Gaylard Hadwen

### Auprès de larépublique d'Afghanistan
- 1974 - 1977 : Keith MacLellan
- 1977 - 1978 : William Frank Stone

### Auprès de larépublique démocratique d'Afghanistan
- 1978 - 1979 : Albert Douglas Small

### Auprès de larépublique islamique d'Afghanistan
- 2002 - 2003 : Konrad Sigurdson
- 2003 - 2005 : Chris Alexander
- 2005 - 2007 : David Sproule
- 2007 - 2008 : Arif Lalani
- 2008 - 2009 : Ron Hoffmann
- 2009 - 2011 : William Crosbie
- 2011 - 2012 : Shelley Whiting
- 2012 - 2013 : Glenn Davidson
- 2013 - 2013 : James Hill
- 2013 - 2013 : David Collins
- 2013 - 2016 : Deborah Lyons
- 2016 - 2017 : Kenneth Neufeld
- 2017 - 2018 : François Rivest
- 2018 - 2020 : David Metcalfe
- 2020 - 2021 : Reid Sirrs